# 앤드루 리스
앤드루 리스(Andrew Lees, 1985년 6월 10일 ~ )는 오스트레일리아의 배우이다.

## 출연 작품
- 뉴니스 - 나다니엘 역
- 모털 엔진
- 언프렌디드: 다크 웹 - 데이먼 역